# Turm zu St. Margarethen
Der abgegangene Turm zu St. Margarethen liegt in der Gemeinde St. Margarethen im Lungau des Landes Salzburg (vermutlich in der Nähe der Pfarrkirche zur hl. Margaretha, Kirchgasse 2).

## Geschichte
Der Turm (der uralt befreidte adeliche Syz und gemauerte Stock zu St. Margarethen) war Stammsitz der seit 1212 nachweisbaren Familie der Mosheimer oder Mooshamer. Damals war Otto von Moosheim Zeuge einer Schenkung an das Kloster Gurk. Ein Thomas Mosheimer wird als Dienstmann der Salzburger Erzbischöfe genannt. Die Moshamer verloren im Zuge einer Fehde 1285 das Schloss Moosham an den Salzburger Erzbischof Rudolf von Hoheneck und zogen sich dann nach St. Margarethen zurück.
Die Herrschaft war mit Hofmarksrechten ausgestattet. Grabplatten des Wilhelm von Mosheim von 1533 und der Brigitte von Leobenegg von 1554, eine geborene von Mosheim, befinden sich an der Außenmauer der Pfarrkirche von St. Margarethen.
Die Witwe des Georg von Mosheim, Ursula Diether zu Schedling, hat den Turm als Ausgedinge erhalten. Da sie nach Neumarkt am Wallersee übersiedelte, wurden die Besitzungen von Lukas Kölderer verwaltet. Der Sohn der Ursula, Ehrnreich von Mosheim, übernahm 1579 diesen Ansitz. Dessen Sohn Andre von Mosheim und seine Frau Elisabeth von Staudach, geborene Hofer zu Uhrfahr, verkauften die Besitzungen am 1. November 1616 an die Brüder Carl, Reichardt, Erasam und Christoph von Kuenburg. Der Kaufvertrag wurde erst später, und zwar von Laux Ehrnreich von Mosheim auf Ottamach, am 16. März 1637 in Klagenfurt ausgestellt. 1726 ist das Geschlecht der Herren von Moosham, die einen Steinbock im Wappen führten, erloschen.
Bis 1877 blieb der Turm in der Familie der Kuenburger. Die dazugehörenden landwirtschaftlichen Gründe waren verpachtet, im 19. Jahrhundert war Pächterin auf Lebenszeit Gertrauth Gellin; der gemauerte Stock war an verschiedene Parteien vermietet. 1859 war geplant, hier eine Beschälstation einzurichten, was aber wegen zu hoher Kosten nicht zur Ausführung gelangte.
1877 erhielt den Sitz Albine Spieß durch Einantwortung und im gleichen Jahr heiratete ein Filipp Abuja ein. 1912 ging das Gut durch Kauf an Franz und Aloisia Lanschützer, auf diese folgte 1938 Franz und 1967 Helmut Lanschützer.

## Turm zu St. Margarethen
Im Stallgebäude des Bauernhofes des ehemaligen Lanschützergutes sind wenige Mauerreste eines Turmes erhalten.